# NGC 3691
NGC 3691 est une petite galaxie spirale barrée située dans la constellation du Lion. NGC 3691 a été découverte par l'astronome germano-britannique William Herschel en 1784.

## Caractéristiques
La classe de luminosité de NGC 3691 est II et elle présente une large raie HI.

### Distance
Sa vitesse par rapport au fond diffus cosmologique est de 1 423 ± 24 km/s, ce qui correspond à une distance de Hubble de 21,0 ± 1,5 Mpc (∼68,5 millions d'al).
À ce jour, trois mesures non basées sur le décalage vers le rouge (redshift) donnent une distance de 30,367 ± 0,586 Mpc (∼99 millions d'al), ce qui est à l'extérieur des valeurs de la distance de Hubble. Notons cependant que c'est avec la valeur moyenne des mesures indépendantes, lorsqu'elles existent, que la base de données NASA/IPAC calcule le diamètre d'une galaxie et qu'en conséquence le diamètre de NGC 3691 pourrait être d'environ 8,2 kpc (∼26 700 al) si on utilisait la distance de Hubble pour le calculer.

## Groupe de NGC 3686
NGC 3691 est une galaxie brillante dans le domaine des rayons X et elle fait partie du groupe de NGC 3686 qui comprend au moins 21 autres galaxies brillantes également dans le domaine des rayons X, dont NGC 3592, NGC 3607, NGC 3608, NGC 3626, NGC 3655, NGC 3659, NGC 3681 et NGC 3684. Ce même groupe est aussi mentionné dans un article publié par A.M. Garcia en 1993, mais la galaxie NGC 3607 n'y figure pas. De plus, la galaxie PGC 35426 fait partie de la liste de Garcia, mais cette dernière ne brille pas dans le domaine des rayons X.